# The Driller Killer
The Driller Killer (bra: O Assassino da Furadeira)  é um filme produzido nos Estados Unidos em 1979, escrito por Nicholas St. John dirigido por Abel Ferrara. 
O filme marcou a estréia do diretor Abel Ferrara, e narra a história de um artista plástico que lentamente começa a enlouquecer. O próprio Ferrara também interpreta o papel principal. O filme foi banido no Reino Unido até 1999. 
Abel Ferrara afirma que metade de O Assassino da Furadeira foi rodada em 1978 e a outra metade foi rodade em 1979. Isso explica porque a aparência dos atores muda ao longo do filme. 

## Sinopse
Reno (Abel Ferrara, sob o pseudônimo Jimmy Laine) é um artista plástico que mora em Nova York e passa por um período particularmente difícil. Ele mal tem dinheiro para comer, deve dois meses de aluguel e enfrenta conflitos diários com a namorada Carol (Carolyn Marz). Para completar, uma banda punk ensaia 24 horas por dia no apartamento vizinho, não o deixando dormir. Reno começa a ter delírios e alucinações frequentes, ele compra um terrivel equipamento anunciado na TV, que permite a ligação de um aparelho elétrico sem o uso de eletricidade, e saia de casa armado com uma furadeira, durante os transes, matando aleatoriamente quem cruza o seu caminho.           

## Elenco
- Abel Ferrara - Reno Miller
- Carolyn Marz - Carol
- Baybi Day - Pamela
- Harry Schultz II - Dalton Briggs
- Alan Wynroth - Landlord
- Maria Helhoski - Nun
- James O'Hara - Man in church
- Richard Howorth - Carol's husband
- D.A. Metrov - Tony Coca Cola